# سحابی پیله
سحابی پیله (انگلیسی: IC 5146) سحابی پخشیده و درهم‌پیچیده‌ای از سحابی‌های تاریک و روشن در صورت فلکی ماکیان است.
این سحابی که با نام IC 5146 فهرست بندی شده، تقریباً ۱۵ سال نوری پهنا دارد و در فاصله حدود ۴۰۰۰ سال نوری از زمین واقع شده است. همانند دیگر مناطق شکل گیری ستارگان، این سحابی نیز با رنگ قرمز و درخشان گاز هیدروژن برانگیخته شده به وسیله ستارگان جوان و داغ آشکار شده است و همچنین توسط نور آبی رنگ ستارگان منعکس شده از گرد و غبار، درست در لبه یک ابر مولکولی که بدون این تابش‌ها از دیده‌ها پنهان می‌بود، دیده می‌شود.